# Anoba remota
Anoba remota är en fjärilsart som beskrevs av Hans Daniel Johan Wallengren 1860. Anoba remota ingår i släktet Anoba och familjen nattflyn. Inga underarter finns listade i Catalogue of Life.